# Frashër
Frashër (albanisch auch Frashëri; aromunisch Fãrshãr) ist ein Dorf in der Bashkia Përmet im Süden Albaniens.

## Lage
Frashër liegt ziemlich abgelegen in einem Talkessel auf über 1000 m ü. A. am südlichen Ende des Tomorr-Gebirges. Das Dorf befindet sich rund 16 Kilometer nordnordöstlich von Përmet. Die rund anderthalb Stunden Autofahrt von der Kreisstadt ziehen sich aber über 40 Kilometer, teilweise schlechte Straßen und einen rund 1250 m ü. A. hohen Pass.
Frashër gehört zur Bashkia Përmet. Bis 2015 war Frashër Sitz einer eigenständigen Komuna, zu der auch die Dörfer Zavalan, Ogren-Kostrec, Gostivisht, Miçan, Vërçisht, Kreshova und Soropull gehörten. Seit 2015 ist die Komuna eine Njësia administrative innerhalb der Bashkia Përmet.
Die ehemalige Komuna hatte im Jahr 2011 noch 387 Einwohner. 2023 lebten in der Njësia administrative nur noch 144 Menschen.
Die Region ist Teil des Nationalparks Hotova-Dangell.

## Geschichte

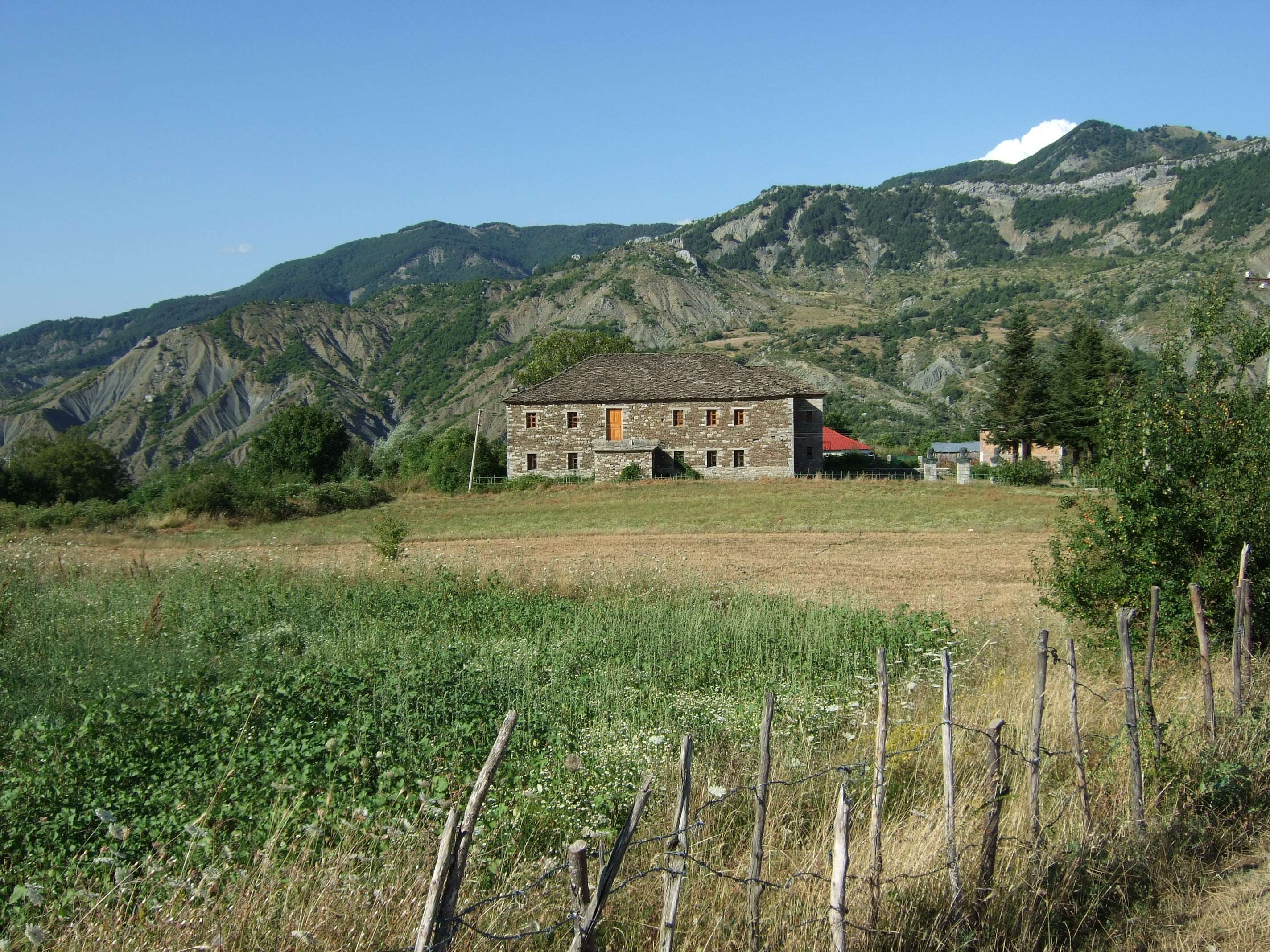
Gebrüder-Frashëri-Museum

Frashër wurde zum ersten Mal 1431/32 in einem Defter der Osmanen urkundlich erwähnt. Zu jener Zeit zählte der Ort nur zwölf Haushalte. Bis zum 19. Jahrhundert war er auf 150 Häuser angewachsen. Anfang des 20. Jahrhunderts erreichte Frashër den Höhepunkt seiner Entwicklung. Der Ort war mit 550 Häusern fast eine Kleinstadt geworden. Während der Ort in den 1980er Jahren noch mehr als 500 Einwohner hatte, ist er seit den 2000er Jahren weitgehend verlassen. Nur mehr drei Familien leben in Frashër.
Bis zum Zweiten Weltkrieg gab es in Frashër ein bedeutendes Kloster der Bektaschi. Bekannt geworden ist der kleine Ort durch die von dort stammenden Brüder Abdyl, Naim und Sami Frashëri, die ihre erste Ausbildung in der örtlichen Tekke der Bektaschi erhielten und hernach während der zweiten Hälfte des 19. Jahrhunderts eine herausragende Rolle in der albanischen Nationalbewegung spielten. Ihren Nachnamen leiteten die Brüder von ihrem Geburtsort ab. In der Tekke fanden auch wichtige Treffen der albanischen Nationalbewegung statt.

## Gesellschaft
Im Dorf gab es ein muslimisches und ein christliches Quartier. Die Tekke des Orts ist wiederhergestellt. Am 5. September findet dort jeweils ein großes Fest statt.
Das Museum im Geburtshaus der Frashëri-Brüder war im Jahr 2005 in einem desolaten Zustand, ist später renoviert worden, aber noch immer in einem schlechten Zustand.
Im Dorf lebten viele Walachen.
2023 wurden bei der Volkszählung in Frashër noch zwei Kinder unter 14 Jahren registriert. Andererseits war fast ein Drittel der Bevölkerung über 65 Jahre alt.